# The Master (filme)
The Master (Brasil: O Mestre / Portugal: O Mentor) é um filme de drama estadunidense de 2012, escrito, dirigido e co-produzido por Paul Thomas Anderson. As atuações de Joaquin Phoenix, Philip Seymour Hoffman e Amy Adams permitiram ao filme ser indicado nas categorias de Melhor Ator, Ator Coadjuvante e Atriz Coadjuvante no Oscar 2013. Ele conta a história de Freddie Quell (Phoenix), um veterano da Segunda Guerra Mundial lutando para se ajustar a uma sociedade pós-guerra, onde conhece Lancaster Dodd (Hoffman), líder de um movimento religioso conhecido como "A Causa", que vê algo em Quell e aceita-o no movimento. Freddie tem um gosto por "A Causa" e começa a viajar com Dodd ao longo da Costa Leste para divulgar os ensinamentos.
Foi produzido por Annapurna Pictures e Ghoulardi Film Company e distribuído pela The Weinstein Company. Com um orçamento de US$30 milhões, as filmagens começaram em junho de 2011. Cinematografia foi fornecido por Mihai Malaimare, Jr., Jonny Greenwood compôs a trilha, e Leslie Jones e Peter McNulty atuaram como editores. O filme foi inspirado em parte pelo fundador da Cientologia L. Ron Hubbard, mas também usou os primeiros rascunhos de There Will Be Blood, histórias de Jason Robards que contou a Anderson sobre seus dias bebendo na Marinha durante a guerra, e a história de vida de John Steinbeck. The Master foi filmado quase inteiramente em película 65 milímetros, tornando-se o primeiro longa-metragem de ficção de comprimento para ser filmado e lançado em 70 milímetros desde o Hamlet de Kenneth Branagh em 1996.
Inicialmente, o filme foi criado com a Universal, mas não deu certo devido a problemas com os scripts e orçamento. Foi exibido pela primeira vez em público no dia 3 de agosto de 2012 no American Cinematheque em 70 milímetros e exibido em várias outras cidades neste formato antes de sua estreia oficial. O filme estreou oficialmente em 1 de setembro de 2012, no Festival de Cinema de Veneza, onde ganhou o Prêmio FIPRESCI de Melhor Filme. The Master foi lançado em 14 de setembro de 2012 nos Estados Unidos, com a aclamação da crítica. O filme recebeu três indicações ao Oscar de Melhor Ator por Phoenix, Melhor Ator Coadjuvante por Hoffman, e de Melhor Atriz Coadjuvante por Adams.

## Enredo
Freddie Quell é um veterano da II Guerra Mundial, alcoólatra e obcecado por sexo de Lynn, Massachusetts que está lutando para se ajustar a uma sociedade pós-guerra. Ele se torna um fotógrafo de retratos em uma loja de departamento, mas logo é demitido por, embriagado, se envolver numa briga com um cliente. Freddie, em seguida, encontra trabalho em Salinas, Califórnia, em uma fazenda de repolho, mas tem problemas com fabricação de álcool feita em segredo juntamente com um dos trabalhadores migrantes idosos e  é expulso.
Uma noite, mais uma vez embriagado, Freddie encontra-se em São Francisco e esteve afastado no iate de um seguidor de Lancaster Dodd, o líder de um movimento filosófico conhecido como "A Causa". Quando é descoberto, Dodd convida Freddie para ficar e assistir ao casamento de sua filha, Elizabeth, contanto que ele faça mais de sua bebida misteriosa (feita com tiner), pela qual Dodd desenvolveu um gosto. Dodd começa um exercício com Freddie chamado Processamento, uma enxurrada de questionamentos psicológicos perturbadores destinados a tratar traumas passados vividos por Freddie. Freddie revela que seu pai morreu, sua mãe é institucionalizada, teve uma relação incestuosa com sua tia e abandonou o amor de sua vida, uma jovem garota chamada Doris, que escreveu para ele enquanto ele estava em guerra. Freddie está encantado com Dodd, que não se mexe a partir de suas revelações abjetas, e Dodd vê algo em Freddie. Freddie viaja com a família de Dodd enquanto espalham os ensinamentos de "A Causa" ao longo da costa leste, permanecendo como convidados nas casas de várias mulheres atraídas para "A Causa". Mas o comportamento violento e errático de Freddie não melhora, nem seu alcoolismo. Em um jantar em Nova York, um homem questiona métodos e declarações de Dodd, e Freddie o persegue até seu apartamento e o assalta naquela noite.
Outros membros da "A Causa" começam a se preocupar com o comportamento de Freddie, apesar do apego de Dodd para com ele. Enquanto eles são convidados de um acólito na Filadélfia, a esposa de Dodd, Peggy, diz a Freddie que ele deve parar de beber se quiser ficar, com o que ele concorda. No entanto, ele não tem real intenção de manter sua promessa. Freddie critica Val, filho de Dodd, por desconsiderar os ensinamentos de seu pai, mas Val diz a Freddie que Dodd está a fazer as coisas até quando ele vai junto. Dodd é preso por praticar medicina sem qualificação adequada, depois de um dos seus ex-recepcionistas mudar de opinião; Freddie também é preso por agredir os policiais. Na cela ao lado de Dodd, Freddie quebra o vaso sanitário e golpeia-se contra as grades e seu beliche, enquanto Dodd tenta acalmá-lo. Mas Freddie irrompe em um discurso inflamado, questionando tudo o que Dodd lhe ensinara e acusa-o de ser uma farsa. Os dois homens trocam insultos até Dodd virar as costas. Eles se reconciliam após sua libertação, mas os membros de "A Causa" tornam-se mais desconfiados e com medo de Freddie, acreditando que ele fosse louco ou um agente secreto.
Freddie se submete a exercícios adicionais com "A Causa", mas torna-se cada vez mais irritado e frustrado com a falta de resultados e repetição dos exercícios. Eventualmente, ele é aprovado nos testes, e eles viajam para Phoenix, Arizona, para o lançamento do último livro de Dodd. Mas quando a editora de Dodd critica a qualidade do livro e seus ensinamentos, Freddie os assalta. Helen Sullivan, sua anfitriã na Filadélfia, confronta Dodd na sala de aula por sugerir que os membros devem agora "imaginar" em vez de "recordar" as experiências de "outras vidas" em seu novo livro, e ele também perde a paciência. Durante um exercício, em que Freddie deve andar de moto em alta velocidade através do deserto em direção a um objeto na distância e, em seguida, voltar, em vez disso ele abandona o grupo, e conduz o veículo para fora do deserto, deixando Dodd e "A Causa" para trás. Ele vai para casa com intenção de reacender seu relacionamento com Doris, mas descobre, com a mãe da garota, que ela se casou e começou uma família no Alabama nos sete anos desde que se viram pela última vez. Freddie fica desapontado, mas parece satisfeito que Doris fez uma vida feliz para si mesma.
Enquanto dormia em uma sala de cinema, Freddie tem uma "visão" de Dodd, que o chama pelo telefone, tendo misteriosamente o localizado. Dodd informa a Freddie que ele está agora residindo na Inglaterra e que Freddie deve encontrá-lo o mais breve possível. Tomando o sonho, literalmente, ele atravessa o Atlântico para se reunir com Dodd. Quando Freddie chega, descobre que Val ainda está no emprego de seu pai e que Elizabeth foi expulsa do movimento. Dodd parece feliz em vê-lo, mas Peggy diz que Freddie não tem a intenção de melhorar sua vida e que ele não deve mais ser envolvido n'"A Causa". Dodd finalmente percebe que sua esposa está correta e dá um ultimato a Freddie: ficar com "A Causa" e dedicar-se a ela para o resto de sua vida ou sair e nunca mais voltar. Dodd então canta uma serenata a Freddie com a música Slow Boat to China. Freddie sai e pega uma mulher em um pub local, e, em seguida, repete as perguntas de sua primeira sessão de processamento com Dodd, enquanto  tem relações sexuais com ela. Por fim, ele parece se enrolar em uma praia ao lado da escultura de areia grosseira de uma mulher que ele criou durante a guerra.

## Elenco
- Joaquin Phoenix como Freddie Quell[5]
- Philip Seymour Hoffman como Lancaster Dodd[6]
- Amy Adams como Peggy Dodd[7]
- Ambyr Childers como Elizabeth Dodd, filha de Lancaster[8]
- Jesse Plemons como Val Dodd, filho de Lancaster[9]
- Rami Malek como Clark, genro de Lancaster Dodd[10]
- Laura Dern como Helen Sullivan[11]
- Madisen Beaty como Doris Solstad[12]
- Lena Endre como Sra. Solstad[13]
- Kevin J. O'Connor como Bill William
- Amy Ferguson como Martha a Vendedora
- Joshua Close como Wayne Gregory[14]
- Patty McCormack como Mildred Drummond
- Fiona Dourif como Dançarina[14]
- David Warshofsky como Policial da Filadélfia[11]
- Steven Wiig como Seguidor na Filadélfia
- W. Earl Brown como Empresário

## Produção

### Escrita
Foi relatada pela primeira vez em dezembro de 2009 que Anderson estava trabalhando em um roteiro sobre o fundador de uma nova organização religiosa (descrita como sendo semelhante à Cientologia) interpretado por Phillip Seymour Hoffman. Um associado de Anderson afirmou que a ideia para o filme estava na cabeça de Anderson por cerca de 12 anos. A ideia para o filme veio a ele, depois de ler uma frase que períodos após as guerras eram tempos produtivos para começarem movimentos espirituais.
Quando ele começou a escrever o roteiro que ele não tinha ideia do que era, onde estava indo, ou onde ele iria acabar, mas ele continuou a trabalhar sobre ele e ele veio junto. Para escrever o roteiro, Anderson combinado cenas não utilizadas de primeiros rascunhos de There Will Be Blood, histórias de Jason Robards tinha dito a ele no set de Magnólia sobre seus dias bebendo na marinha durante a guerra, e as histórias de John Steinbeck e L. Ron Hubbard. Anderson realizou uma pesquisa sobre Dianética e seus primeiros seguidores. Enquanto escrevia, Anderson teria dito a Hoffman para ler partes do script e dar comentários que levaram Hoffman a sugerir que o filme deveria ser a história de Freddie e não de Lancaster. Depois que o filme foi lançada pela Universal e não conseguiu pegar um distribuidor, Anderson fez vários meses de regravações.

### Elenco
Hoffman foi relatado como sendo escalado para o papel principal como Lancaster Dodd, com Jeremy Renner estrelando ao seu lado como Freddie Quell. Renner foi relatado mais tarde como não sendo fixado ao filme. Havia rumores de que James Franco foi considerado para o papel mas, eventualmente, Joaquin Phoenix foi oficialmente escalado para o papel. Reese Witherspoon teria sido oferecido o papel de Peggy Dodd, mas Amy Adams mais tarde foi lançada. Para o papel de filha de Dodd Amanda Seyfried, Emma Stone, e Deborah Ann Woll foram todas consideradas com o papel acabou indo para recém-chegada Ambyr Childers.
Anderson afirmou que ele sabia desde o começo que queria Hoffman interpretando the Master e também teve Phoenix em mente para o papel de Freddie. 
Esta foi a primeira aparição na tela de Phoenix desde I'm Still Here com Phoenix passar muitos scripts antes de The Master pegar seu interesse.